# Berger polonais de plaine
Pour les articles homonymes, voir Berger (homonymie) et Polonais.
Le Berger polonais de plaine, appelé également Nizinny, est un chien qui ressemble un peu au collie barbu mais en plus petit.

## Description
C'est un chien de taille moyenne (45 à 50 cm pour les mâles, 42 à 47 cm pour les femelles), ramassé, fort et musclé. Sa fourrure doit être épaisse, dense, longue et sans ondulation excessive. Toutes les couleurs et taches sont admises pour sa robe. Les poils tombant du front couvrent les yeux d’une manière très caractéristique.

## Caractère
D’un caractère vif mais tempéré, vigilant, alerte, intelligent, curieux et doué d’une bonne mémoire. Très gourmand, il faut surveiller son alimentation car il a tendance à l’embonpoint.

## Utilité
C'est un chien de berger. On dit qu'il a une très bonne mémoire.

## Remarque
Après la seconde guerre mondiale, un vétérinaire polonais a sauvé la race de l'extinction. Sa fourrure nécessite un bon brossage 1 à 2 fois par semaine.

## Source
ALDERTON David,Chiens,BORDAS,2002